# Jättevirus
Jättevirus, ibland kallade för girus (förkortning av engelskans "giant virus"), är mycket stora virus, varav några är större än en typisk bakterie. De har extremt stora genom jämfört med andra virus och innehåller många unika gener som inte finns i några andra livsformer. Alla kända jättevirus tillhör fylumet Nucleocytoviricota.

## Beskrivning
Även om de exakta kriterierna som definieras i den vetenskapliga litteraturen varierar, beskrivs jättevirus i allmänhet som virus med stora pseudo-ikosaedriska kapsider (200 till 400 nanometer) som kan omges av ett tjockt (cirka 100nm) lager av filamentösa proteinfibrer. Virusens stora, dubbelsträngade DNA-genom (300 till 1000 kilobaspar eller större) kodar för en stor grupp gener. Medan endast få jättevirus har karakteriserats i detalj, är de mest anmärkningsvärda exemplen de fylogenetiskt besläktade mimiviruset och megaviruset—båda tillhör familjen Mimiviridae (även kallad Megaviridae ), på grund av att de har de största kapsid-diametrarna av alla kända virus.
Jättevirus replikerar inom stora sfäroida virusfabriker i cytoplasman hos den infekterade värdcellen. Detta liknar replikationsmekanismen som används av Poxvirus, men om denna mekanism används av alla jättevirus eller bara mimivirus samt det relaterade mamaviruset har ännu inte fastställts. Dessa replikationsfabriker kan själva bli smittade av virofaga satellitvirus, som hindrar eller försämrar reproduktionen av jätteviruset.
Jättevirus som påträffats i djuphavet, jord, och hos människor innehåller gener som kodar för cytokrom P450 (CYP; P450), ett livsviktigt enzym som återfinns hos alla levande organismer. Ursprunget för dessa P450-gener i jättevirus är fortfarande okänt, men kan ha härstammat från en forna värdcell.

## Genetik och evolution
Genomen för jättevirus är de största hos de virus vi känner till, och innehåller gener som kodar för viktiga element i translation, en egenskap som man tidigare ansåg som exklusiv för cellulära organismer. Dessa DNA-strängar inkluderar gener som kodar för ett antal aminoacyl-tRNA-syntetaser, enzymer som katalyserar förestringen av specifika aminosyror till deras motsvarande tRNA för att bilda ett aminoacyl-tRNA som sedan används under translation. Förekomsten av fyra aminoacyl-tRNA-syntetas-kodande gener i både mimivirus och mamavirus, samt upptäckten av sju aminoacyl-tRNA-syntetasgener i megavirusgenomet; ger stöd för ett möjligt scenario där dessa stora DNA-virus utvecklats från ett gemensamt nedärvt cellgenom med hjälp av genomreduktion.
Deras upptäckt och efterföljande karakterisering har utlöst en debatt om jättevirusens evolutionära ursprung. De två huvudsakliga hypoteserna för deras ursprung är att de antingen utvecklats från små virus som plockat upp DNA från värdorganismer, eller att de utvecklats från komplicerade organismer till den nuvarande formen som inte kan reproducera självständigt. Vilken typ av komplicerade organismer som jättevirus i så fall kan ha avvikit och utvecklats ifrån är också ett debattämne. Ett förslag är att utgångspunkten faktiskt representerar en fjärde livsdomän, men detta har till stor del avfärdats.